# Lulzim Basha

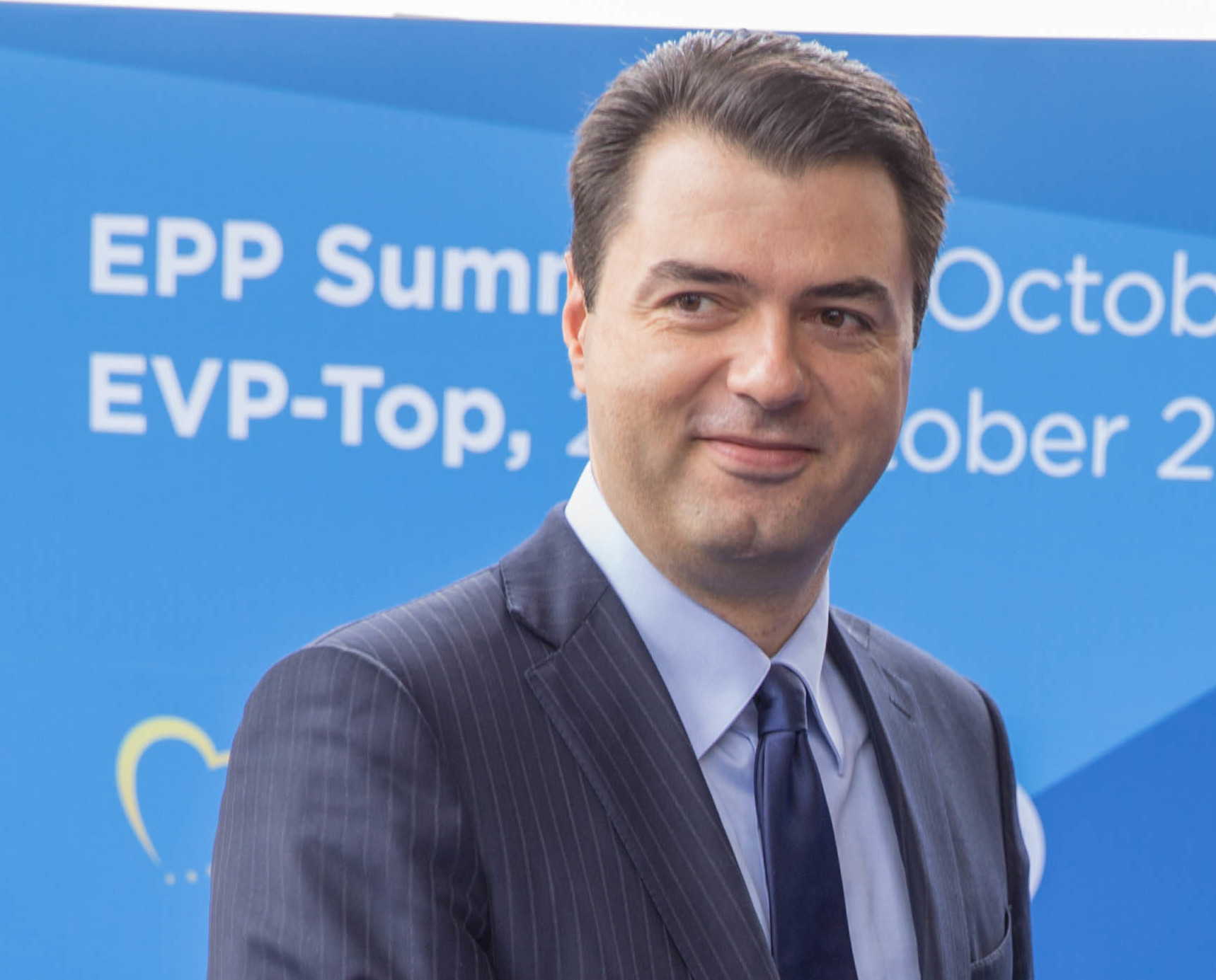
Lulzim Basha (2016)

Lulzim Xhelal Basha ([lulzim ˈbaʃa] ; * 12. Juni 1974 in Tirana) ist ein albanischer Politiker. Von 2013 bis 2022 war er Vorsitzender der Demokratischen Partei Albaniens (PD). Zwischen 2011 und 2015 bekleidete er zudem das Bürgermeisteramt von Tirana.

## Herkunft und Hintergrund
Lulzim Basha wurde als Sohn des Mechanikers Xhelal und der Lehrerin Remzije Basha geboren. Laut eigenen mündlichen Angaben hat er Wurzeln in der Region Drenica im heutigen Kosovo. Seine Großeltern mütterlicherseits sind aufgrund der serbischen Diskriminierung in den 1940er Jahren ausgewandert und haben sich in Tirana niedergelassen. Basha besuchte zunächst die Grundschule Skënder Çaci im Nordosten Tiranas und trat darauf ins Gymnasium Sami Frashëri über. Zu dieser Zeit war Basha zudem Spieler beim Volleyballverein Dinamo. Er schloss das Gymnasium im Jahr 1992 ab, als in Albanien gerade das diktatorische Staatssystem gestürzt worden war und für das Land eine neue Epoche begann.
Mit einem einjährigen Stipendium begann er 1993 Rechtswissenschaften an der Universität Utrecht in den Niederlanden zu studieren. Um das Jurastudium fortzusetzen, verdiente er sich nebenbei Geld als Finanzberater. Nach seiner Zeit in Utrecht war er Mitarbeiter beim Internationalen Strafgerichtshof für das ehemalige Jugoslawien in Den Haag. In dieser Zeit war er mitbeteiligt an der Ausarbeitung der Anklageschrift gegen den früheren Präsidenten von Serbien, Slobodan Milošević. Für die Beweissammlung hielt er sich drei Jahre im Kosovo auf. Im Anschluss daran war er dort zwischen 2000 und 2005 Mitarbeiter der Vereinten Nationen und half beim Aufbau des kosovarischen Justizministeriums.

## Anfänge in der Demokratischen Partei
Im Januar 2005 wurde Basha Mitglied der Demokratischen Partei Albaniens und bereits im Mai 2005 Mitglied des Parteipräsidiums. Während des Wahlkampfs zur Parlamentswahl 2005 war er als Parteisprecher maßgeblich am Erfolg der Partei beteiligt und wurde selbst ebenfalls bei den Wahlen am 3. Juli 2005 zum Abgeordneten des Kuvendi i Shqipërisë gewählt.
Nach den Wahlen wurde Basha von Ministerpräsident Sali Berisha in seinem ersten Kabinett zunächst zum Minister für Öffentliche Arbeiten, Verkehr und Telekommunikation ernannt. Während seiner Zeit als Verkehrsminister konnte Basha und die Regierung einige Erfolge vorweisen. So eröffnete er neue Straßen, Autobahnen und Häfen, die für das Land von großer Bedeutung sind.
Am 2. Mai 2007 wurde er als Nachfolger von Besnik Mustafaj zum Außenminister ernannt und repräsentierte so zusammen mit Regierungschef Sali Berisha Albanien beim NATO-Treffen in Bukarest, wo das Land offiziell die Einladung zum Beitritt erhielt, welcher ein Jahr später vollzogen wurde.
Basha war bis zu den nächsten Parlamentswahlen im Juni 2009 Außenminister und wurde im zweiten Kabinett von Sali Berisha am 9. September 2009 zum Innenminister ernannt.

## Bürgermeister Tiranas und Wahl zum Parteivorsitzenden

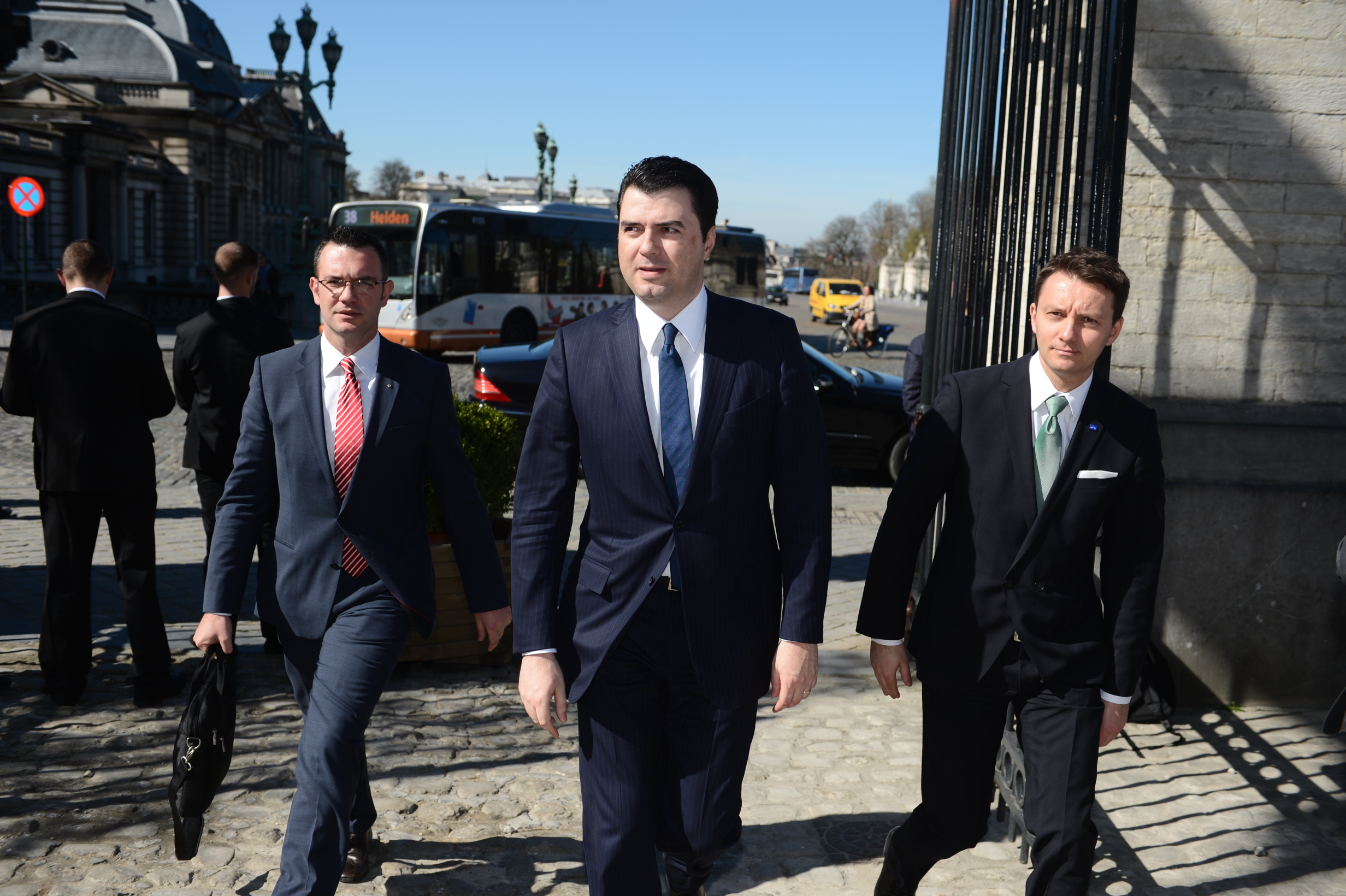
Lulzim Basha im März 2014

Im Frühjahr 2011 trat er seinen Posten an Bujar Nishani ab, da er bei den Kommunalwahlen im Mai 2011 als Bürgermeister von Tirana kandidierte. Als Kandidat der Demokraten in der Hauptstadt trat er gegen den langjährigen Bürgermeister Edi Rama (PS) an. Das Endresultat bedeutete für Basha mit 81 Stimmen Vorsprung vor dem Amtsinhaber Edi Rama einen äußerst knappen Sieg. Damit löste Basha den seit 2000 in der Stadtverwaltung regierenden Edi Rama ab.
Bei der Parlamentswahl 2013 unterlagen die Demokraten unter Berisha deutlich den bis dahin oppositionellen Sozialisten, die seitdem mit ihren Parteivorsitzenden Edi Rama als Ministerpräsidenten die albanische Regierung stellen. Sali Berisha gab nach der Wahl seinen Rücktritt als Regierungs- und auch als Parteichef bekannt.
Am 23. Juli 2013 wurde Lulzim Basha von den Parteimitgliedern der PD zum neuen Vorsitzenden gewählt. Er setzte sich damit gegen Sokol Olldashi durch, der ebenfalls zur Wahl angetreten war.
Bei den Kommunalwahlen im Juni 2015 trat Basha nicht mehr als Kandidat für das Bürgermeisteramt von Tirana an. Die Sozialisten gewannen deutlich, Erion Veliaj wurde im August Nachfolger Bashas.
Als Parteivorsitzender arbeitete Basha lang eng mit seinem Vorgänger Berisha zusammen, der weiterhin als Strippenzieher mit wesentlichem Einfluss auf die Parteileitung galt. Unter Basha verlor die PD bei allen Wahlen, wobei einzelne von der Partei auch boykottiert worden waren.
Nachdem die USA Sali Berisha im Mai 2021 wegen Korruptionsvorwürfen mit einem Einreiseverbot belegt hatten, kam es zur Spaltung mit Basha. Auf Druck der USA wurde Berisha im September 2021 von der Parteiführung aus der Parlamentsfraktion ausgeschlossen. Berisha, der immer noch Rückhalt von der Parteibasis genoss, löste einen parteiinternen Machtkampf aus. Nachdem bei Nachwahlen in sechs Gemeinden die PD deutliche Verluste verzeichnen musste und schlechter abgeschnitten hatte als die Berisha-treuen Kandidaten, trat Lulzim Basha am 21. März 2022 von seinem Amt als Parteivorsitzenden zurück, um der Partei zu helfen, die existierende Spaltung zu überwinden.

## Privates
Lulzim Basha ist seit 2004 mit Aurela Basha verheiratet. 2006 wurden die beiden Eltern von Dafina, 2011 kam die zweite Tochter Viktoria zur Welt.